# アン・サリー
アン・サリー（英字表記・Ann Sally、1972年8月17日 - ）は日本のシンガーソングライター。ジャズの素養をもとに昭和歌謡からロックまで様々なジャンルを手がける活動で知られる。医師でもあり、現役の内科医として勤務を続けている。本名：安佐里。

## 来歴
愛知県名古屋市で開業していた小児科医の父のもとに生まれる。在日韓国人三世で、早くからブルースなどの歌唱に惹かれていたという。
父親と同じ医師の道を選び東京女子医科大学に進学するが、在学中に音楽活動を継続。卒業後に内科医として勤務を始めたのち、2001年にカバー曲を集めた最初のアルバム『Voyage』を発表。その翌年、内科研修のためニューオーリンズに留学。現地でもミュージシャンたちとのライブ活動を行っている。ここで出会ったトランペット奏者と結婚。
帰国後に出産、二児の母として医師・歌手の活動を継続した。2003年には「蘇州夜曲」など古典的な歌謡曲や細野晴臣、吉田美奈子等の邦楽カバーにも挑戦、幅広い楽曲を収録した2枚のアルバム『day dream』『moon dance』（2003年）を発表。
2005年8月、「ハリケーン・カトリーナ」でニューオーリンズが壊滅的被害を受けると、現地の音楽家やライブハウスを支援する活動を組織している。
2007年のアルバム「こころうた」を機に自作の楽曲を発表、NHK「みんなのうた」への出演などを機に広く名前が知られるようになってゆく。2009年の第60回NHK紅白歌合戦では、このときのテーマソング「歌の力」を歌っている。

## ディスコグラフィー

### アルバム
1. Voyage（2001年10月24日／VIDEO ARTS MUSIC）
2. day dream（2003年4月7日／BMG JAPAN）
  - 「day dream」「moon dance」別レコード会社による異例の2枚同時発売。
3. moon dance（2003年4月7日／VIDEO ARTS MUSIC）
  - Tr.08「星影の小径」日本綜合地所「VERENA」TV-CMソング。
4. Hallelujah（2003年12月3日／BMG JAPAN）2001年 - 2003年までのベスト・ライブ盤。
  - 初回盤のみ「きよしこの夜」with畠山美由紀収録
5. Brand New Orleans（2005年4月27日／VIDEO ARTS MUSIC）
  - 初回盤のみ2枚組。初のセルフ・プロデュース。
  - Brand-New Orleans 10th anniversary edition（2015年11月11日／SONG X 030）

  - 発売10周年記念復刻盤。リマスタリング、ボーナストラック収録。
6. こころうた（2007年7月18日／VIDEO ARTS MUSIC）
  - Tr.04「のびろのびろだいすきな木」NHK「みんなのうた」2007年6月 - 7月。
  - 初回盤のみ紙ジャケット仕様。
7. fo:rest（フォレスト）（2010年12月18日／SONG X JAZZ 004）
  - 公式サイト及びライブ会場限定発売。
8. 森の診療所 ...featuring Ann Sally（2013年11月26日／SONG X JAZZ 017/18）
  - 公式サイト及びライブ会場限定発売。
  - このアルバムCDとA5判128ページオールカラーの著書本『森の診療所』がセットになった完全限定盤も発売された。
9. Bon Temps （ボン・トン）（2017年09月20日／SONG X JAZZ 052）
  - 公式サイト及びライブ会場限定発売。初回購入者1000枚のみ、ハイレゾ音源ダウンロード・コードが記載されている用紙が送付された。
10. 森の診療所 Chapter 2（2019年09月20日／SONG X JAZZ 061）
  - 公式サイト及びライブ会場限定発売。初回盤のみシルバー（銀）加工パッケージ仕様。

### シングル
1. 時間旅行（2008年11月19日／VIDEO ARTS MUSIC）
  - ニンテンドーDS用ゲームソフト『レイトン教授と最後の時間旅行』エンディング・テーマ。
2. おかあさんの唄／Ann Sally・高木正勝名義（2012年7月11日）
  - 東宝配給映画『おおかみこどもの雨と雪』の主題歌。

### ベスト・アルバム
1. Best of Best selected by Kyoichi Kuroda（2007年6月20日／VIDEO ARTS MUSIC）
  - 未発表ライブ音源2曲収録。ビデオアーツ・ミュージックの企画ベスト盤シリーズの1枚。
  - レコード会社の違う『day dream』『hallelujah』の2枚からはセレクトされていない。
  - 2008年10月22日に再発売。

### 参加作品
- Dolphins／Soul Bossa Trio（2002年4月24日）

Vocalとして参加。
- Diving into your mind／畠山美由紀（2002年4月26日）

Tr.02 「Complaining too much」
- Tele-Universe／Shiina Band（2002年08月21日）

Tr.01 「People’s Choice」
Tr.12 「Inner Child」
- Slow Music／V.A.（2002年10月9日）

Tr.01 「Altogether Alone」with BE THE VOICE
- Jazz Electrica Vol.1 Inner Child／V.A.（2003年4月12日）

Tr.02 「Inner Child」ShiinaBand　feat. アン・サリー
Tr.06 「Spiral Stairs」オガタタケロウ feat.アン・サリー
- Felicidade -A Tribute To Joao Gilberto-／V.A.（2003年09月03日)

Tr.01 「VOCÊ E EU あなたと私」
- Perpetual Motion／オガタタケロウ（2003年10月21日）

Tr.02 「Perptual Motion Machine」
- Wonderful World／高田漣（2003年11月17日）

Tr.12 「What A Wonderful World」
- sonora（ソノーラ）／Choro Club（2003年12月17日）

Tr.01 「PIECE OF THE FEATHER」初の自作詞楽曲。
- Apple of her eye りんごの子守唄（赤盤）／V.A.（2005年11月2日）

Tr.04 「Yesterday」
Tr.13 「Goodnight」
- Bound for Glory - musical support for the city of New Orleans（2005年12月21日/配信限定）

Vocalとして参加。アン・サリーが呼びかけて実現したニューオリンズ音楽文化復興支援プロジェクト。
- Ponto de partida -Sao paulo-／GILA MUNDO（2006年5月17日）

Tr.02 「Crocodile tears 」
- SOUTHERN KIDS／Pan Cake（2006年7月12日）

Tr.09 「レモン林」
- Nosso Tom-Antonio Carlos Jobim songbook／V.A.（2007年1月24日）

Tr.02 「Chovendo na Roseira バラに降る雨」
- LOVE plants compilation vol.3／V.A.（2007年3月21日）

Tr.01 「夜来香」
- 半音生活／チチ松村（2007年4月4日）

Vocalとして参加。
- Tropea 10-The Time Is Right／John Tropea（2007年4月18日）

Tr.05 「WIll You Love Me Tomorrow」
Tr.09 「ララは愛の言葉」
- Say Hello！ あのこによろしく。 (オリジナル・サウンドトラック)／菅野よう子（2007年04月11日/配信限定）

Tr.01 「Say Hello！」
Tr.05 「ゆめのこもりうた」
- Apple of our eye りんごの子守唄（白盤）／V.A.（2007年11月21日）

Tr.01 「Love」アン・サリー+細野晴臣
Tr.10 「Here Today」蔡 忠浩+アン・サリー
- STRANGE SONG BOOK-Tribute to Haruomi Hosono 2／細野晴臣（2008年1月23日）

Disc2-Tr.10「はらいそ」アンサリー＋Pan Cake
- にほんのうた 第二集／V.A.（2008年07月23日）

Tr.01 「たなばたさま」（アン・サリー+Hands of Creation）
- 雪と花の子守唄 -バカラック・ララバイ集-／V.A.（2009年03月10日）

Tr.13 「Someday」
- Each Smile - EP / アン・サリー、コシミハル＆細野晴臣（2009年07月15日/配信限定）

NHKスペシャルマネー革命テーマ音楽。
- onaka-ippai／笹子重治（2010年08月25日）

Tr.01 「おなかいっぱい！」作詞も担当。
- 武満徹ソングブック／CHORO CLUB with VOCALISTAS（2011年07月20日）

Tr.02 「めぐり逢い」
Tr.10 「死んだ男の残したものは」
Tr.14 「MI・YO・TA」Vocal：おおたか静流、アン・サリー、沢知恵

### その他の作品
- He Loves You（2001年10月24日／VIDEO ARTS MUSIC）

4曲入りアナログ盤。
- day dream & moon dance

2003年発売「day dream」「moon dance」2枚のプロモーション盤、2枚組デジパック仕様になっている。
- Bridge Over Troubled Water

「day dream」「moon dance」2枚購入者、全員に応募特典として貰えた1曲入りスペシャルCD。
サイモン&ガーファンクルの同名楽曲のカヴァー。
- 歌の力（2009年12月22日）

配信限定シングル。「アン・サリー & 杉並児童合唱団」名義。
- 白いブランコ （アンサリー with Saigenji）

映画『かぞくのくに』特別鑑賞券（2012年04月07日発売）を劇場で購入すると貰えた2曲（歌入り＆カラオケ）入り非売品CD。2012年06月20日には配信も予定。
ビリーバンバンの同名楽曲のカヴァー。

### CM楽曲
- World You Reached／SONY液晶テレビ「WEGA」のTV-CMソング（2003年）
  - CMようこ(2)／菅野よう子（2009年04月22日）Tr.25に収録。

以下楽曲は未発売作品。
- ロマンスをもう一度／小田急ロマンスカーのTV-CMソング（2006年 - 2007年）
- コカコーラ「一（はじめ）」じっくり旨み篇TV-CMソング（2007年）

## テレビ出演
- NHK総合「トップランナー」第210回 2003年6月26日
- NHK教育「福祉ネットワーク」2007年
- NHK総合「わが心の大阪メロディー」2007年
- NHK総合「SONGS」第29回 2007年12月5日 [7]
- TBS「hito〜今を生きるあなたへ」2008年

## 関連人物
- 畠山美由紀 - 同い年、誕生日が一日違いとブログで話すほど､親交がある。
- ゴンザレス鈴木 - 初期のプロデューサー